# Grankottsmott
Grankottsmott (Dioryctria abietella) är en fjärilsart som först beskrevs av Michael Denis och Ignaz Schiffermüller, 1775.  Majsmott ingår i släktet Dioryctria, och familjen mott. Inga underarter finns listade i Catalogue of Life. Arten är reproducerande i Sverige. Den har en vingbredd av 23-32 mm, är brungrå, svartbrun med brunpudrade framvingar med ljusa, mörkkantade tvärlinjer och vit, månformig diskfläck. Larverna lever i gångar i kottar av gran, tall och andra barrträd, varvid fröna förstörs, eller i skotten, som därigenom vissnar.